# ماراتن شیکاگو
ماراتن شیکاگو یک مسابقه ماراتن است که هر ساله در ماه اکتبر در شیکاگو، ایلینوی، ایالات متحده برگزار می‌شود. این یکی از شش ماراتن کلان جهانی است. به همین خاطر، این مسابقه جاده‌ای سطح جهانی دو و میدانی نیز به‌شمار می‌رود. ماراتن شیکاگو چهارمین مسابقه بزرگ از نظر تعداد پایان‌کننده‌گان در سراسر جهان است.
ماراتن‌های سالانه شیکاگو از سال ۱۹۰۵ تا ۱۹۲۰ میلادی برگزار می‌شدند، اما اولین مسابقه در شکل و قوارهٔ کنونی، در ۲۵ سپتامبر ۱۹۷۷ با نام اصلی ماراتن شهردار دِلِی برگزار شد که رقابتی با ۴۲۰۰ دونده بود. این مسابقه از آن زمان تاکنون هر سال برگزار شده، به جز در سال ۱۹۸۷ که فقط یک‌نیمه از ماراتن اجرا شد و در سال ۲۰۲۰ که در نتیجه همه‌گیری کووید-۱۹ لغو گردید. این مسابقه یکی از سریع‌ترین مسابقات جاده‌ای ماراتن مدرن در جهان است؛ که تا حدی به دلیل مسیر بسیار سریع و مسطح آن است که تلاش برای ثبت رکوردهای شخصی و شکستن رکوردهای جهانی را تسهیل می‌کند. این مسابقه روابطی با افراد پشتیبان برقرار کرده تا بتواند به جذب دوندگان نخبه که رکوردهای آمریکایی و جهانی را می‌شکنند، بپردازد و جوایزی را ارائه دهد که در بین مسابقات مختلف ماراتن، جایگاه بالاتری یابد. از سال ۲۰۰۸، این مسابقه توسط بانک آمریکا حمایت و سازماندهی می‌شود و به‌طور رسمی به عنوان ماراتن بانک آمریکای شیکاگو شناخته می‌شود.
این مسابقه به حدود ۵۰۰۰۰ دونده محدود می‌شود و فقط دوندگانی که تا عرض ۶۱⁄۲ ساعت به پایان برسند، به‌طور رسمی زمانشان ثبت می‌شود. کسانی که مایل به شرکت هستند می‌توانند پس از کسب استانداردهای واجد شرایط زمانی یا انتخاب شدن از طریق قرعه‌کشی عمومی ثبت‌نام کنند. اگرچه این مسابقه ثبت‌نام محدودی دارد، استثناها شامل دوندگان نخبه، پایان‌کنندگان قدیمی و نمایندگان مؤسسات خیریه می‌شود. به‌طور فزاینده ای، سازمان‌های خیریه محلی، ملی و جهانی و همچنین سازمان‌های بشردوستانه مشارکت و پشتیبانی مالی در این رویداد را به عنوان ابزاری برای جمع‌آوری اعانه تشویق می‌کنند.

## تاریخچه
اولین ماراتن مدرن در بازی‌های المپیاد اول به سال ۱۸۹۶ میلادی، در یونان باعث ایجاد علاقه به این ورزش شد که منجر به تشکیل مسابقات مشابهی در اکثر کشورهای غربی و در سراسر ایالات متحده آمریکا شد. در حالی که ماراتن‌هایی به‌طور پراکنده در شهر نیویورک و سنت لوئیس اتفاق می‌افتادند، ماراتن بوستون یک رویداد سالانه را از سال ۱۸۹۷ میلادی ایجاد کرده بود و شیکاگو هم این شیوه را پی گرفت. شروع این رویداد در سال ۱۹۰۵ بود؛ ماراتن شیکاگو (که ابتدا توسط باشگاه ورزشی ایلینوی از ۱۹۰۵ تا ۱۹۰۹ سازماندهی شد، سپس پس از سال ۱۹۱۰ توسط شیکاگو دیلی نیوز حمایت شد) تا اوایل دهه ۱۹۲۰ میلادی هر ساله با حمایت قابل توجه جامعه و تماشاگران برگزار می‌شد.

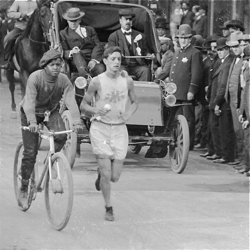
اولین ماراتن شیکاگو ۲۳ سپتامبر ۱۹۰۵. لویی مارکس پیشتاز است.

نخستین ماراتن شیکاگو در ۲۳ سپتامبر ۱۹۰۵ برگزار شد. اولین مسابقه در باشگاه گلف اوانستون شروع شد و در مقابل جمعیتی که فقط ایستاده نظاره می‌کردند، در پیست مسابقه پارک واشینگتن به پایان رسید. در حالی که حدوداً بیش از دوازده دونده در خط آغاز بودند، تنها هفت نفر دوره را تکمیل کردند. گزارش شده که در یک رقابت خیره‌کننده، بالغ بر ۱۰۰۰۰۰ تماشاگر یا بیشتر شاهد بودند که چگونه رود متزنر شیکاگویی از پشت‌سر می‌آمد تا پیروزی را در اواخر مسابقه از لوئیس مارکس محبوب برُباید. پس از اولین مسابقه، ماراتن شیکاگو یک رویداد سالانه از مسابقاتی حماسی را آغاز کرد که تا اوایل دهه ۱۹۲۰ ادامه داشت و در نهایت در یک مسیر اصلاح شده که تا حد زیادی شبیه مسیر ماراتن امروزی بود، قرار گرفت. سال دوم، دنیس بنت کانادایی علی‌رغم خونریزی از ناحیهٔ پا، برنده شد؛ در حالی که یک گروه موسیقی " برگ افرا، تا همیشه " را می‌نواختند. در سال‌های اولیه، دونده‌ها رژیم‌های مخصوص به خود را داشتند: جان لیندکوئیست از بروکلین در سال ۱۹۰۷ در حالی که شات‌های ویسکی را سر می‌کشید، پیشتاز بود؛ اما در مایل ۲۳، ظاهراً داشت به خواب می‌رفت. در حالی که سال بعد، آلبرت کوری اهل شیکاگو و با اصالت فرانسوی، با نوشیدن شامپاین موفقیت بیشتری کسب کرد. در طول سال‌ها، رشته‌های نخبه شامل قهرمانان المپیک می‌شد، رکوردهای جهانی مدام در پی آن بود، و ماراتن همچنان الهام‌بخش جوامع شیکاگو و تماشاگران بود تا اینکه چالش‌های اوایل دهه ۱۹۲۰ این رویداد را به حاشیه برد.
تا زمانی که آگاهی بهداشتی در دهه ۱۹۶۰ افزایش یافت، رشد ماراتن مورد توجه عموم قرار گرفت. پیروزی فرانک شورتر در ماراتن سال ۱۹۷۲ در بازی‌های المپیک تایستانی نشان دهنده همگرایی بسیاری از آرمان‌های طبقه متوسط آمریکایی با این ورزش بود. در این هنگام ماراتن شهر نیویورک در سال ۱۹۷۶ آغاز شد، که اولین ماراتن شهر نیویورک بود که شامل هر پنج منطقه شهر بود و ماراتن این شهر بزرگ را محبوب کرد. از آنجایی که ماراتن نیویورک در دهه ۱۹۷۰ به‌طور تصاعدی شروع به رشد کرد، ماراتن شیکاگو به عنوان رقیبی برای ماراتن شهر نیویورک شناخته می‌شد. در اواسط دهه ۱۹۸۰، ماراتن شیکاگو به عنوان یکی از چهار ماراتن بزرگ معرفی شد. در اواسط دهه ۱۹۸۰، «ماراتن آمریکا/شیکاگو» نام گرفت و راه را برای پشتیبانی‌های مالی باز کرد. جون بنویت ساموئلسون ماراتن‌های شیکاگو را در اواسط دهه ۱۹۸۰ به عنوان «ماراتن جهانی» توصیف کرد. ماراتن بانک آمریکای شیکاگو یک مسابقه آزاد است که برای آن تایم انتخابی گرفته نمی‌شود.
تأسیس ماراتن دوران مدرن شیکاگو با اعتراض اد کلی، سرپرست منطقه پارک شیکاگو همراه شد، که اجازه دویدن در پارک‌ها یا در امتداد دریاچه میشیگان را نمی‌داد. با کمک لی فلاهرتی، بنیانگذار رویداد که از فلیر هاوس در منطقه نییر نورث ساید شیکاگو فعالیت می‌کرد، از شهردار شیکاگو ریچارد جی. دیلی برای حمایت از ماراتن دعوت شد. اگرچه شهردار دیلی درگذشت، جانشین او مایکل آنتونی بیلندیک مسابقه را تأیید کرد و اد کلی را متقاعد کرد. مایکل بیلندیک، دونده، و همسرش در واقع در اولین ماراتن در ۲۵ سپتامبر ۱۹۷۷ پیشتازانی بودند که ناگهان بیهوش شده و مدال را از دست دادند. این اولین نسخه از ماراتن مدرن شیکاگو، ماراتن شهردار دیلی نام داشت. فلاهرتی هزینه مسابقه اول را که هیچ حامی مالی نداشت، پرداخت کرد. او بار دیگر در سال ۱۹۷۸ زمانی که مسابقه دوباره ماراتن شهردار دیلی نامیده شد، این هزینه را به عهده گرفت. اما در سال ۱۹۷۹، بئاتریس فودز اولین اسپانسر مسابقه شد.

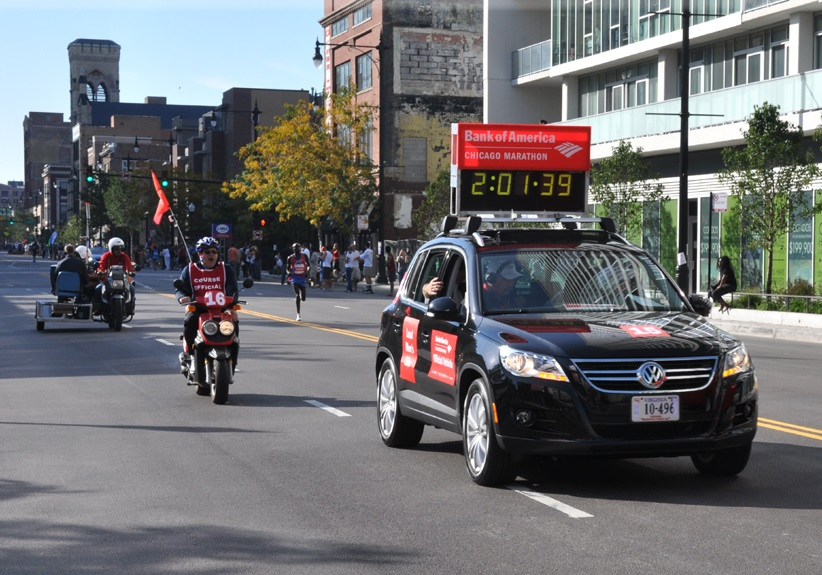
ایوانز چرویوت در طول پیروزی خود در سال ۲۰۰۸، ماشین مسیر (با ساعت) را دنبال می‌کند. ماشین مذکور زمان مسابقه را نشان می‌دهد.

در سال‌های اولیه، ماراتن شیکاگو در ماه اوت برگزار می‌شد. این ماراتن از همان ابتدا با ۴۲۰۰ دونده و ۲۱۲۸ پایان‌دهنده، یکی از بزرگ‌ترین ماراتن‌های کشور آمریکا بوده است. تنها ماراتن نیویورک قابل مقایسه با آن بود. با این حال، رویدادهای ۱۹۷۹ و ۱۹۸۰، همچنان گردهمایی دوندگان آماتور بود. در سال ۱۹۸۲، این مسابقه سرانجام جایزه کافی برای جذب ورزشکاران کلاس جهانی داشت. سال ۱۹۸۲ اولین بار بود که برندگان با زمان‌های کلاس جهانی، مانند ۲:۱۰:۵۹ توسط گرگ مایر، به خط پایان می‌رسیدند. تا سال ۱۹۸۳، ماراتن شیکاگو به جایگاه خود به عنوان یکی از مهم‌ترین ماراتن‌های آمریکا دست یافت. در سال ۱۹۸۴، بئاتریس پشتیبانی مالی خود را به ۲۵۰۰۰۰ دلار افزایش داد (۵۰۰۰۰ دلار بیشتر از نیویورک). این مسابقه به یک رقیب علنی برای نیویورک تبدیل شده بود و همچنان به رقابت برای جذب دوندگان برتر ادامه می‌داد. مسابقه ۱۹۸۵ با شکستن رکورد کورس توسط استیو جونز (۲ ثانیه کمتر از رکورد جهانی) و حضور افرادی همچون جون بنویت ساموئلسون (قهرمان المپیک ۱۹۸۴ و مدافع دو بار قهرمانی ماراتن شیکاگو)، روزا موتا (دارنده مدال برنز المپیک) اینگرید کریستیانسن (مقام چهارم المپیک و رکورددار جهان) تماشایی بود. بنویت رکوردی را ثبت کرد که تقریباً یک نسل پس از او باقی ماند. در آن زمان، اگر نگوییم جهان، شیکاگو برترین ماراتن در ایالات متحده را داشت. اگرچه سال ۱۹۸۶، ۴۰ دونده در سطح جهانی در بین ۸۰۰۰ شرکت کننده داشت، اما با گذر زمان، این مقایسه تحلیل رفت. بئاتریس در سال ۱۹۸۷ اسپانسری را کنار گذاشت. به همین دلیل فقط یک مسابقه نیمه ماراتن در آن سال برگزار شد و ماراتن به بهار ۱۹۸۸ منتقل شد و شرکت آبجوسازی هایلمن به عنوان اسپانسر جدید ماراتن شیکاگو در سال ۱۹۸۸ جذب گردید. در این مسابقه سه زن حاضر بودند که در بازی‌های المپیاد ۱۹۸۸ در جایگاه‌های برتر قرار گرفتند. در سال ۱۹۹۱، هیلمن حمایت مالی خود را متوقف کرد و مبلغ جایزه و اجراها کاهش یافت. در سال ۱۹۹۲، مسابقه مجدداً هیچ حمایت مالی نداشت، اما در سال ۱۹۹۳ اسپانسر جدید بانک لا ساله به رویداد پیوست. در سال ۱۹۹۴، این مسابقه به ماراتن لا ساله بانک شیکاگو تغییرنام یافت. در سال ۱۹۹۶، بانک لا ساله رسماً حقوق مسابقات را برای خود خرید. در سال ۱۹۹۸، مسابقه با استفاده از زمان‌بندی ترانسپوندر آغاز شد. در سال ۲۰۰۱، زمانی که کاترین ندربا رکورد زمان ماراتن جهانی زنان را شکست، هر دو رکورد جهانی در آن زمان مردان و زنان در ماراتن شیکاگو به ثبت رسیدند.